# فرخنده کاکل‌سیاه
فرخنده کاکل‌سیاه (نام علمی: Phaenicophilus palmarum) نام یک گونه از سرده فرخنده‌های نخلی است.